# Гексафторогерманат серебра
Гексафторогерманат серебра — неорганическое соединение, комплексная соль фторид металлов германия и серебра с формулой Ag2[GeF6], бесцветные кристаллы, растворимые в воде.

## Получение
- Растворение фторида серебра и оксида германия(IV) в плавиковой кислоте:

{\displaystyle {\mathsf {2AgF+GeO_{2}+4HF\ {\xrightarrow {}}\ Ag_{2}[GeF_{6}]+2H_{2}O}}}

## Физические свойства
Гексафторогерманат серебра образует бесцветные кристаллы.